# Lurleen Wallace
Lurleen Burns Wallace (nascida Lurleen Brigham Burns; Tuscaloosa, 19 de setembro de 1926 - Montgomery, 7 de maio de 1968) foi uma política americana que atuou como 46ª governadora do Alabama por 16 meses, de 16 de janeiro de 1967 até sua morte em 7 de maio de 1968. Ela foi a primeira esposa do governador do Alabama, George Wallace, a quem sucedeu como governadora porque, na época, a constituição do Alabama proibia mandatos consecutivos. Ela foi a primeira mulher a ser governadora do Alabama.
Lurleen foi a primeira governadora do Alabama e foi a única mulher a ocupar o cargo de governadora até Kay Ivey assumir o cargo em abril de 2017. Lurleen também é (desde 2024) a única governadora na história dos EUA que morreu no cargo, além de ser a primeira e única mulher democrata a ter servido como governadora na história do Alabama. Em 1973, ela foi postumamente introduzida no Hall da Fama das Mulheres do Alabama. 

## Começo de vida
Lurleen Brigham Burns nasceu em 19 de setembro de 1926, filha de Henry Burns e da ex-estudante Estelle Burroughs of Fosters, em Tuscaloosa, Alabama. Ela se formou em 1942 na Tuscaloosa County High School, aos quinze anos de idade. Em seguida, trabalhou na Kresge's Five and Dime em Tuscaloosa, onde conheceu George Wallace, na época membro da Força Aérea dos Estados Unidos. O casal se casou em 22 de maio de 1943, quando ela tinha 16 anos.
Nos vinte anos seguintes, Wallace havia se tornado conhecido na política do Alabama por suas opiniões segregacionistas, enquanto Lurleen era mãe e dona de casa. O casal Wallace teve quatro filhos: Bobbi Jo Wallace Parsons (1944-2015), Peggy Sue Wallace Kennedy (nascida em 1950), George III (nascido em 1951) e Janie Lee Wallace Dye (nascida em 1961). Devido à negligência de George Wallace com sua família e aos frequentes casos extraconjugais, Lurleen pediu o divórcio no final da década de 1950, desistindo do processo depois que ele prometeu ser um marido melhor.
Quando George foi eleito para seu primeiro de quatro mandatos não consecutivos de governador em 1963, Lurleen assumiu o cargo de Primeira Dama do Alabama em 1963. Ela abriu o primeiro andar da Mansão do Governador do Alabama para o público sete dias por semana. Ela se recusou a servir bebidas alcoólicas em eventos oficiais.

## Campanha para governadora do Alabama em 1966
Como a maioria dos estados do sul dos EUA na época, o Alabama proibia os governadores de exercerem dois mandatos consecutivos, uma disposição incorporada na Constituição do Alabama de 1901 (limite de mandato mantido apenas na Virgínia a partir de 2024). Durante seu primeiro mandato, George Wallace tentou suspender a proibição, mas não obteve sucesso devido à oposição no Legislativo do Alabama, inclusive de seu rival político Ryan deGraffenried Sr. Para manter o poder, ele ofereceu sua esposa como candidata substituta a governadora (embora George tenha sido bem-sucedido posteriormente e tenha cumprido mais três mandatos, dois deles consecutivos).
Em meio ao tratamento contra o câncer, Lurleen Burns Wallace concorreu às eleições para governadora do Alabama em 1966 como “Sra. George C. Wallace”, a pedido de George, que desejava permanecer como governador de fato. Uma estratégia semelhante foi usada em 1924 pelo ex-governador do Texas, James E. Ferguson, com sua esposa Miriam Wallace Ferguson.
Tímida em público e sem interesse no funcionamento da política, Lurleen Wallace foi descrita por um editor de jornal do Alabama como a “candidata mais improvável que se possa imaginar. É tão difícil imaginá-la na política quanto imaginar Helen Hayes abatendo um porco”. Ela mesma disse que “nunca passou pela minha cabeça entrar na política....”.

### Primárias democratas
Aas primárias democratas da época incluíam dois ex-governadores, John Malcolm Patterson e Jim Folsom, o ex-congressista Carl Elliott, de Jasper, e o procurador-geral Richmond Flowers Sr. Lurleen venceu de forma decisiva com 54% e não houve segundo turno.
Na eleição geral, ela enfrentou o representante republicano dos EUA, James D. Martin, que tinha apenas um mandato. Embora não houvesse um governador republicano do Alabama desde 1874, a candidatura de Martin era promissora e alguns comentaristas políticos esperavam que ele vencesse. Martin fez campanha com o senador dos EUA, Strom Thurmond, e com o candidato à presidência em 1964, Barry Goldwater, concentrando-se na impopular Guerra do Vietnã, na inflação e nos distúrbios urbanos que ocorriam nacionalmente sob o comando do presidente democrata Lyndon B. Johnson, bem como em questões estaduais desafiadoras, como o fato de George Wallace ter lidado com a construção de estradas e escolas por meio de “acordos secretos”, ter emitido um contrato caro para um amigo e ter forjado “conspirações entre a casa do estado e a Casa Branca”. Martin lamentou ter que fazer campanha contra uma mulher e proclamou que Wallace era um candidato “por procuração”, uma manifestação do “apetite insaciável pelo poder” de seu marido.
No início de sua campanha para as eleições gerais em Birmingham, Lurleen Wallace prometeu “progresso sem compromisso” e “realização sem rendição... George continuará a se posicionar e a defender o Alabama”.  Ela usou o slogan “Two Governors, One Cause” (Dois governadores, uma causa) e proclamou que as palavras Alabama e liberdade eram sinônimos. Foi durante essa campanha de 1966 que George Wallace cunhou sua famosa frase: “Não há um centavo de diferença“ entre os dois partidos nacionais”. A organização de George Wallace se mostrou intransponível, apesar de uma pesquisa inicial que colocava Martin ao alcance da vitória. Wallace tinha um forte apoio decorrente de sua firme oposição à dessegregação. Nenhum dos candidatos buscou o apoio dos eleitores afro-americanos, muitos dos quais haviam sido registrados no ano anterior devido à Lei do Direito ao Voto.
Lurleen Wallace venceu com 537.505 votos (63,4%). Martin ficou logo atrás com 262.943 votos (31%). Um terceiro candidato que concorreu à esquerda política dos principais candidatos, o Dr. Carl Robinson, recebeu 47.655 votos (5,6%). Lurleen venceu em todos os condados do Alabama, exceto Greene (que ela perdeu por seis votos) e Winston, um condado predominantemente republicano ao norte.

## Governadora do Alabama e doença
Lurleen foi diagnosticada com câncer em abril de 1961, quando seu cirurgião fez uma biópsia de um tecido suspeito que ele notou durante o parto cesáreo de seu último filho. Como era comum na época, o médico não contou a notícia a Lurleen, mas ao marido, que insistiu que ela não soubesse, e não procurou o tratamento adequado para ela. Quando ela consultou um ginecologista por causa de um sangramento anormal em 1965, o diagnóstico de câncer no útero foi um choque total. Lurleen ficou indignada ao saber por um dos assessores do marido que os funcionários sabiam do seu câncer desde a campanha de George Wallace em 1962, três anos antes.
Lurleen Wallace cooperou com uma campanha de dissimulação e desorientação ao se submeter à radioterapia em dezembro de 1965 e a uma histerectomia em janeiro de 1966. Como o Alabama não tinha instalações adequadas para o tratamento de câncer, Wallace viajou para o M. D. Anderson Cancer Center, em Houston, para fazer o tratamento. Apesar de sua saúde debilitada, Wallace manteve um árduo cronograma de campanha durante todo o ano de 1966 até vencer a eleição. Na posse em janeiro de 1967, ela fez um discurso de 24 minutos, o mais longo de sua história, e declarou que seu marido seria seu “assistente número um”.
No início de seu mandato, a condição de Lurleen começou a se deteriorar. Em junho de 1967, os médicos encontraram um tumor abdominal que uma cirurgia em 10 de julho revelou ser um tumor maligno do tamanho de um ovo no cólon. Ela iniciou um segundo tratamento de radioterapia. A ação independente mais notável de Lurleen como governadora foi o aumento das verbas para o Bryce Hospital e a Partlow State School, uma instituição residencial para deficientes físicos. Ela visitou as duas instituições em Tuscaloosa por iniciativa própria em fevereiro de 1967, depois de ler uma notícia sobre superlotação e falta de pessoal, e ficou horrorizada com a imundície e a aparência de quartel. Ela também obteve um grande aumento no financiamento dos parques estaduais do Alabama.

## Morte
Em janeiro de 1968, após vários testes, Lurleen informou à sua equipe (mas não ao público) que tinha um tumor pélvico cancerígeno que pressionava os nervos das costas até o quadril direito. Suas últimas aparições públicas como governadora foram no clássico de futebol americano Blue-Gray de 1967, em 30 de dezembro, e em uma aparição na campanha de 11 de janeiro para a candidatura presidencial de George pelo Partido Independente Americano. O tumor pélvico foi removido no final de fevereiro. Em seguida, foi realizada uma cirurgia para tratar um abscesso abdominal e, no final de março de 1968, outra cirurgia para dissolver um coágulo de sangue no pulmão esquerdo. Em abril, o câncer estava no fígado e nos pulmões, e ela pesava menos de oitenta quilos.
George Wallace continuou a fazer atos de campanha em todo o país durante as últimas semanas de vida de Lurleen e mentiu persistentemente para a imprensa sobre sua condição, afirmando em abril de 1968 que “ela venceu a luta” contra o câncer. Em 5 de maio, o dia em que ele deveria partir para uma apresentação em Michigan, os médicos o alertaram que a condição de Lurleen era instável. Ela estava doente demais para ser transferida de volta ao hospital e, a pedido dela, George cancelou uma apresentação na televisão em 6 de maio. Ela morreu em Montgomery, Alabama, às 12h34 do dia 7 de maio de 1968, em casa, com o marido ao seu lado e o restante da família, incluindo os pais, do lado de fora do quarto, e os três filhos mais novos do casal no quarto ao lado. Ela tinha 41 anos de idade.
Lurleen foi sepultada no edifício do Capitólio em 8 de maio, e 21.000 pessoas esperaram até cinco horas para ver seu caixão de prata. Apesar de seu pedido enfático por um caixão fechado, George insistiu que seu corpo ficasse à vista, com uma redoma de vidro sobre a parte aberta do caixão. No dia de seu funeral, 9 de maio, todas as escolas públicas e particulares fecharam, exceto a Anniston Academy, todos os escritórios estaduais fecharam e a maioria das empresas fechou ou teve o horário reduzido. Ela foi enterrada no cemitério Greenwood, em Montgomery.
Na época de seu funeral, George Wallace havia deixado a mansão do governador e se mudado para uma casa em Montgomery que eles haviam comprado em 1967. Ele não levou os filhos com ele e, em vez disso, enviou os irmãos de 18, 16 e 6 anos para morar com familiares e amigos. A filha mais velha dos Wallace havia se casado e saído de casa. George Wallace teve dois casamentos subsequentes, com as ex-companheiras Cornelia Ellis Snively e Lisa Taylor, ambos os quais terminaram em divórcio.
A governadora Lurleen Wallace foi sucedida pelo vice-governador Albert Brewer, um antigo aliado de seu marido, que manteve o cargo na eleição de 1970, com o apoio do presidente Richard Nixon. George Wallace retornou como governador em janeiro de 1971, onde permaneceu por dois mandatos consecutivos e depois retornou para um quarto e último mandato, de 1983 a 1987.

## Legado

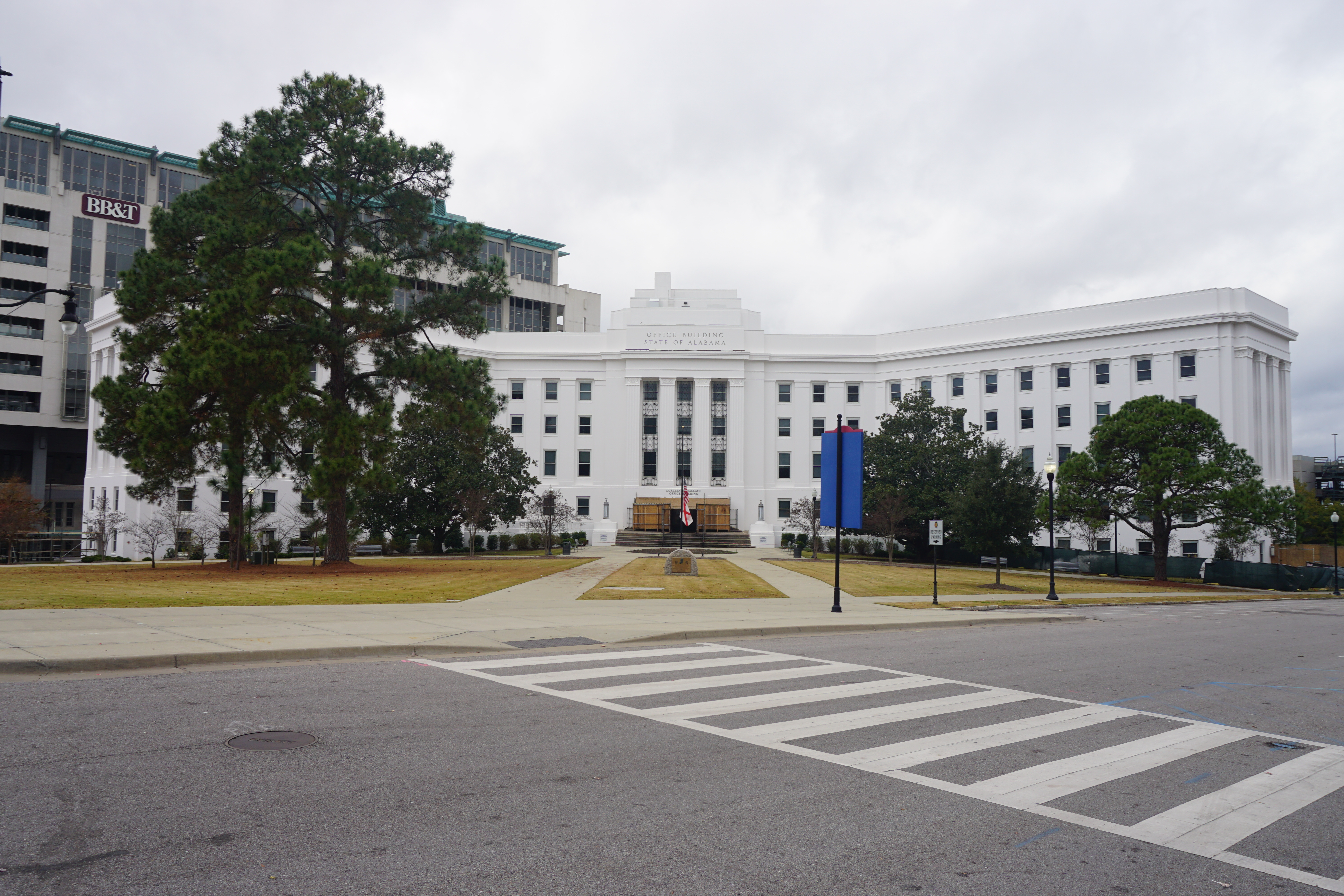
Edifício de escritórios Lurleen Wallace em Montgomery

Em homenagem ao seu apoio aos parques, o Lake Lurleen e o Lurleen B. Wallace Boulevard, ambos em seu condado natal de Tuscaloosa, foram batizados em sua memória.
Após a morte de Lurleen, seu sucessor, o governador Albert Brewer, liderou a Lurleen Wallace Courage Crusade para financiar e construir um novo centro de câncer no Alabama. O Hospital da Universidade do Alabama, na Universidade do Alabama em Birmingham, foi escolhido como o local para o centro de câncer, e um programa formal de centro de câncer foi iniciado em 1970. Foi recebido financiamento do Instituto Nacional do Câncer, e o centro se tornou um dos primeiros oito Centros de Câncer Abrangentes designados pelo INC. O Dr. John Durant atuou como seu primeiro diretor. A construção do Lurleen B. Wallace Tumor Institute na Universidade do Alabama começou em 1974 e foi concluída em 1975, sete anos após a morte por câncer da governadora.
A Wallace Patient Tower, um anexo do University Hospital, foi construída em sua homenagem, assim como a Lurleen B. Wallace Community College em Andalusia, Alabama, e o Lurleen B. Wallace Hall no campus da Universidade do Oeste do Alabama

A artista Nina Simone cantou que “Lurleen Wallace fez com que eu perdesse meu descanso” em várias apresentações ao vivo de sua canção sobre direitos civis de 1964, “Mississippi Goddam”.